# Charles E. Bell
Charles Emlen Bell (McLean, 31 de marzo de 1858-Mineápolis, 10 de mayo de 1932), a menudo conocido como C. E. Bell, fue un arquitecto estadounidense de Council Bluffs y Mineápolis. Trabajó solo y en sociedad con John H. Kent y Menno S. Detweiler. También trabajó como parte de Bell, Tyrie y Chapman. Varias de sus obras están incluidas en el Registro Nacional de Lugares Históricos (NRHP).

## Carrera

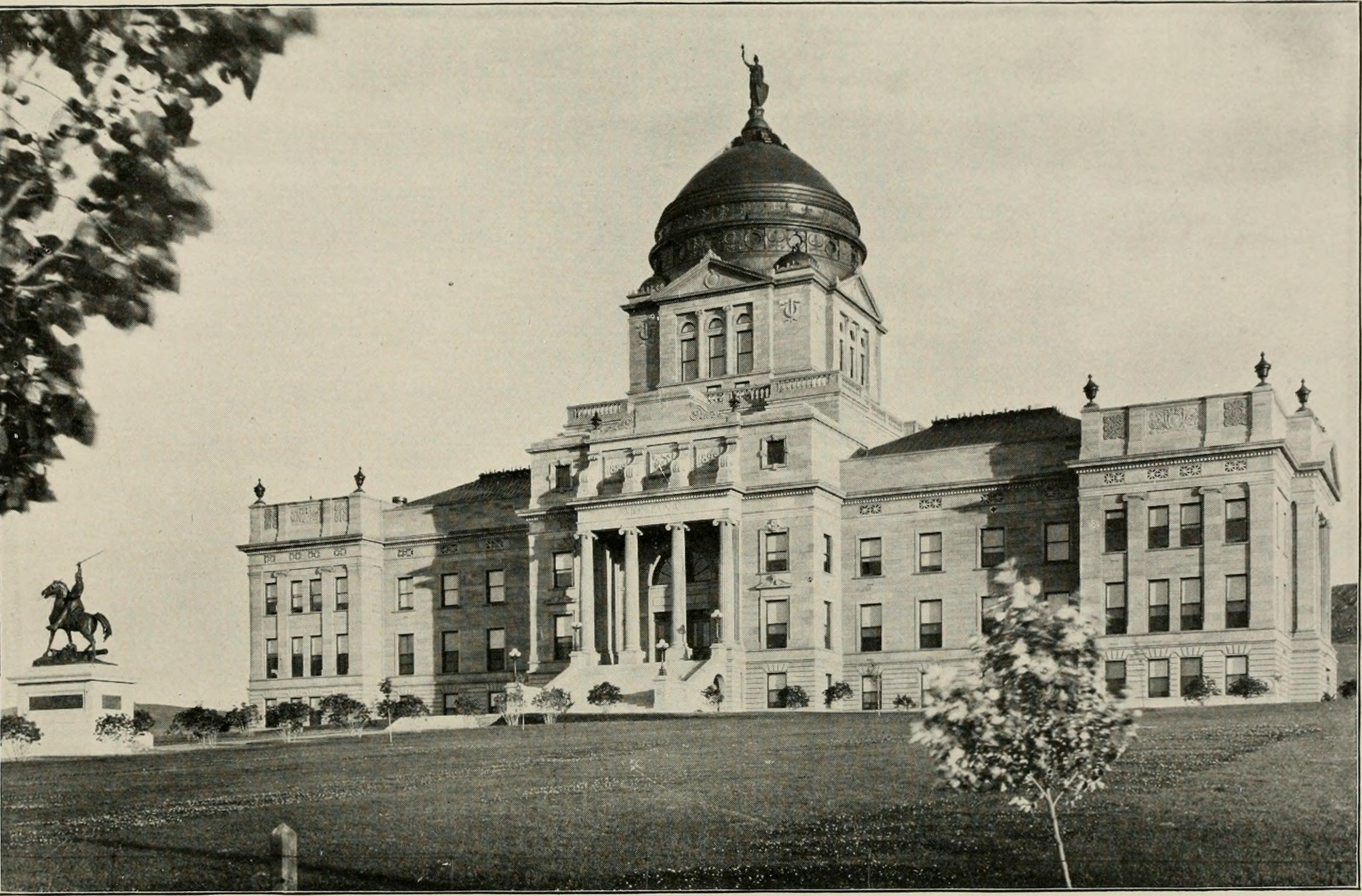
Capitolio de Montana.

Bell nació en el condado de McLean (Estados Unidos) el 31 de marzo de 1858, y se educó en el West Town Boarding School, Filadelfia. En 1880, se casó con Helen Louise "Nellie" Wickham (1858-1913) y en 1884 se trasladaron a Council Bluffs, en Iowa.
Bell comenzó su carrera como carpintero y trabajó en la construcción de la oficina de correos en Council Bluffs. Él y John Kent establecieron una sociedad y ganaron el concurso para diseñar el Capitolio de Montana. Abrieron una oficina en la capital estatal Helena para el proyecto.
Bell se mudó a Mineápolis, en Minnesota, y estableció una sociedad con Menno Detweiler. Desde 1904 hasta la muerte de Detweiler en 1907, Bell & Detweiler construyeron juzgados en todo el medio oeste, incluidos el Palacio de Justicia del Condado de Brown en Wisconsin, el Palacio de Justicia del Condado de Delaware en Iowa, y el Palacio de Justicia del Condado de Martin en Minnesota. En 1908, Bell se unió a los arquitectos George Augustus Chapman y William W.Tyrie en la firma Bell, Tyrie and Chapman, donde permaneció hasta 1913. Bell trabajó solo, con solo breves asociaciones, durante el resto de su carrera y murió el 10 de mayo de 1932 en Mineápolis.

## Obras escogidas

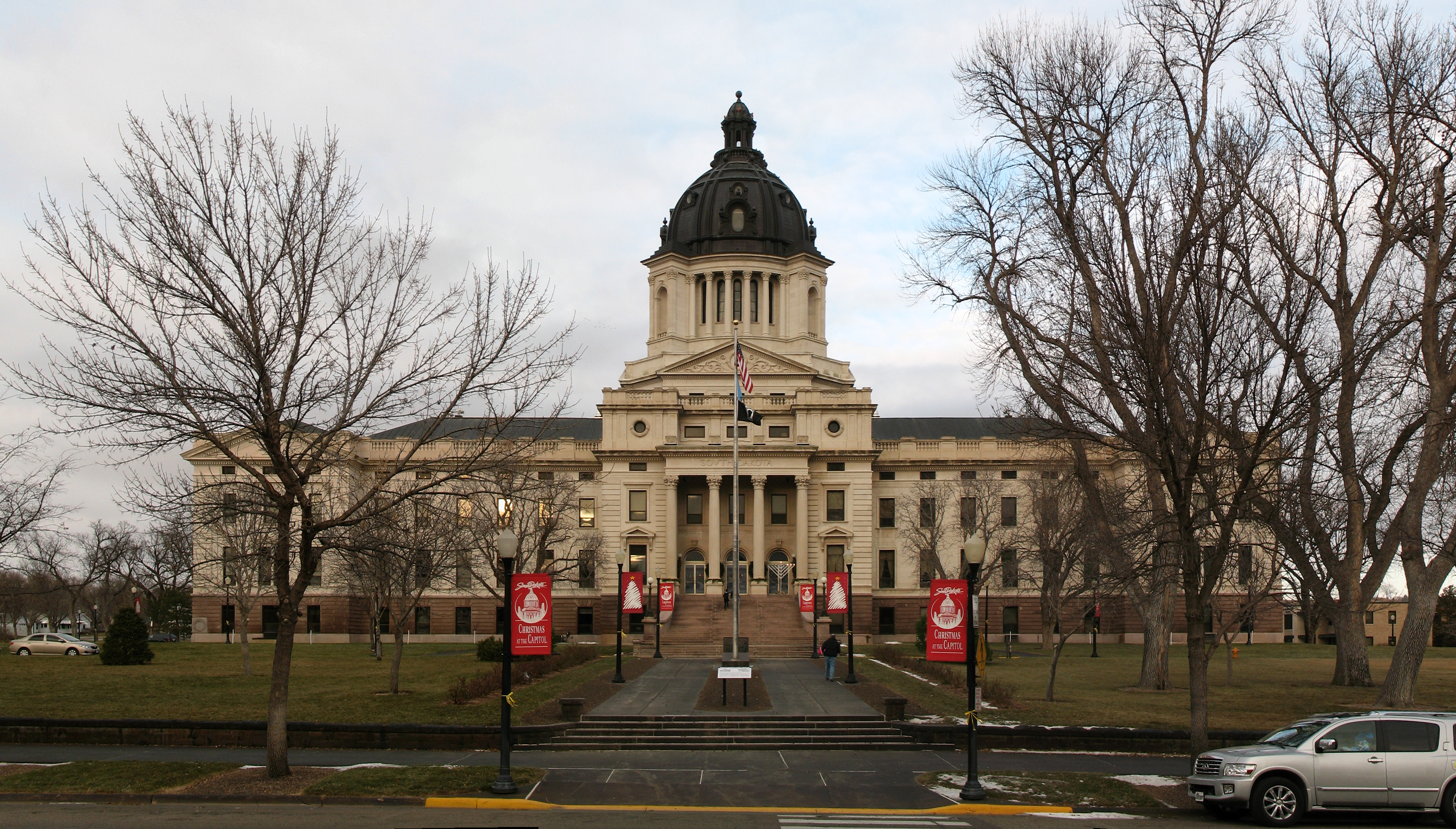
Capitolio de Dakota del Sur

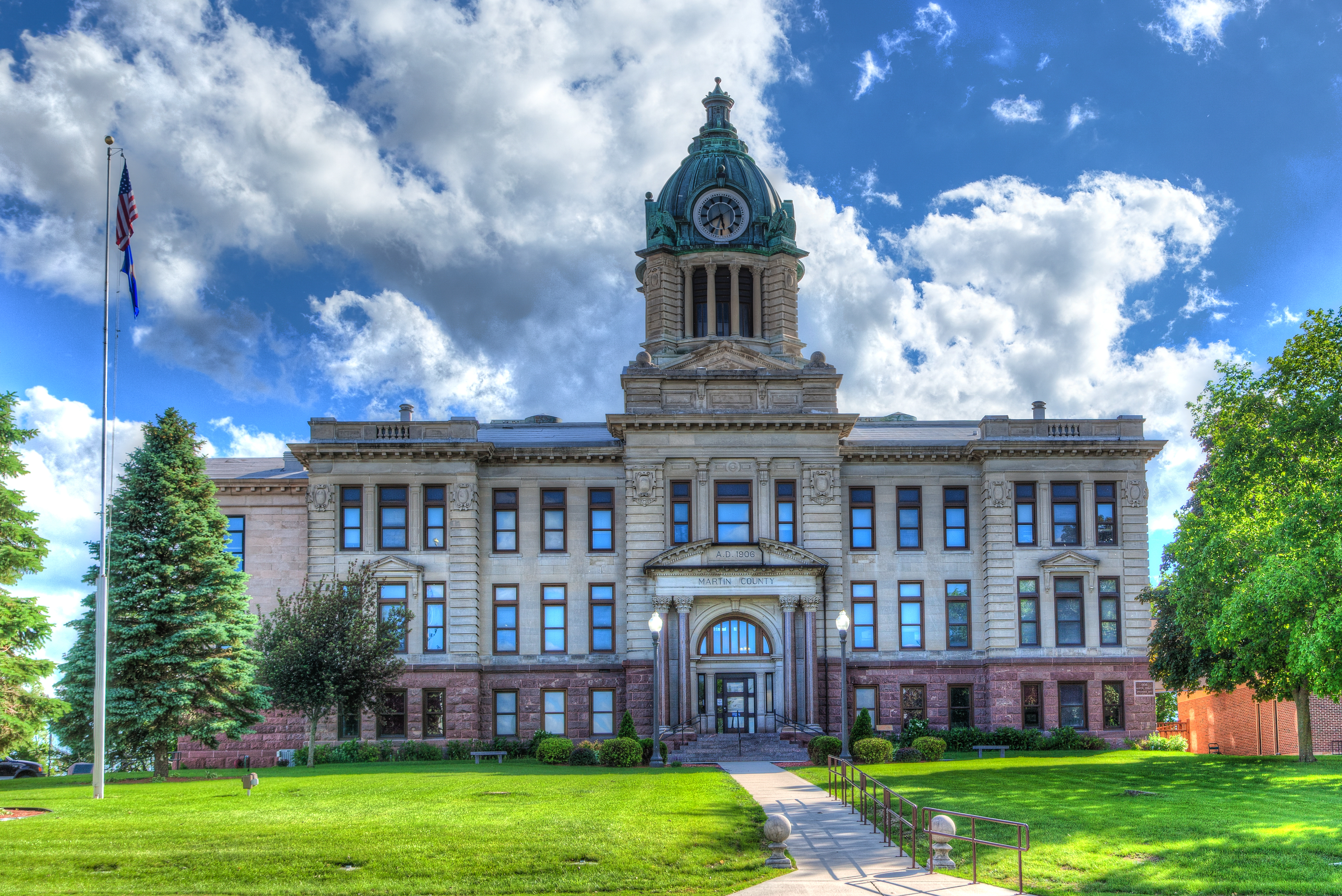
Palacio de Justicia del Condado de Martin

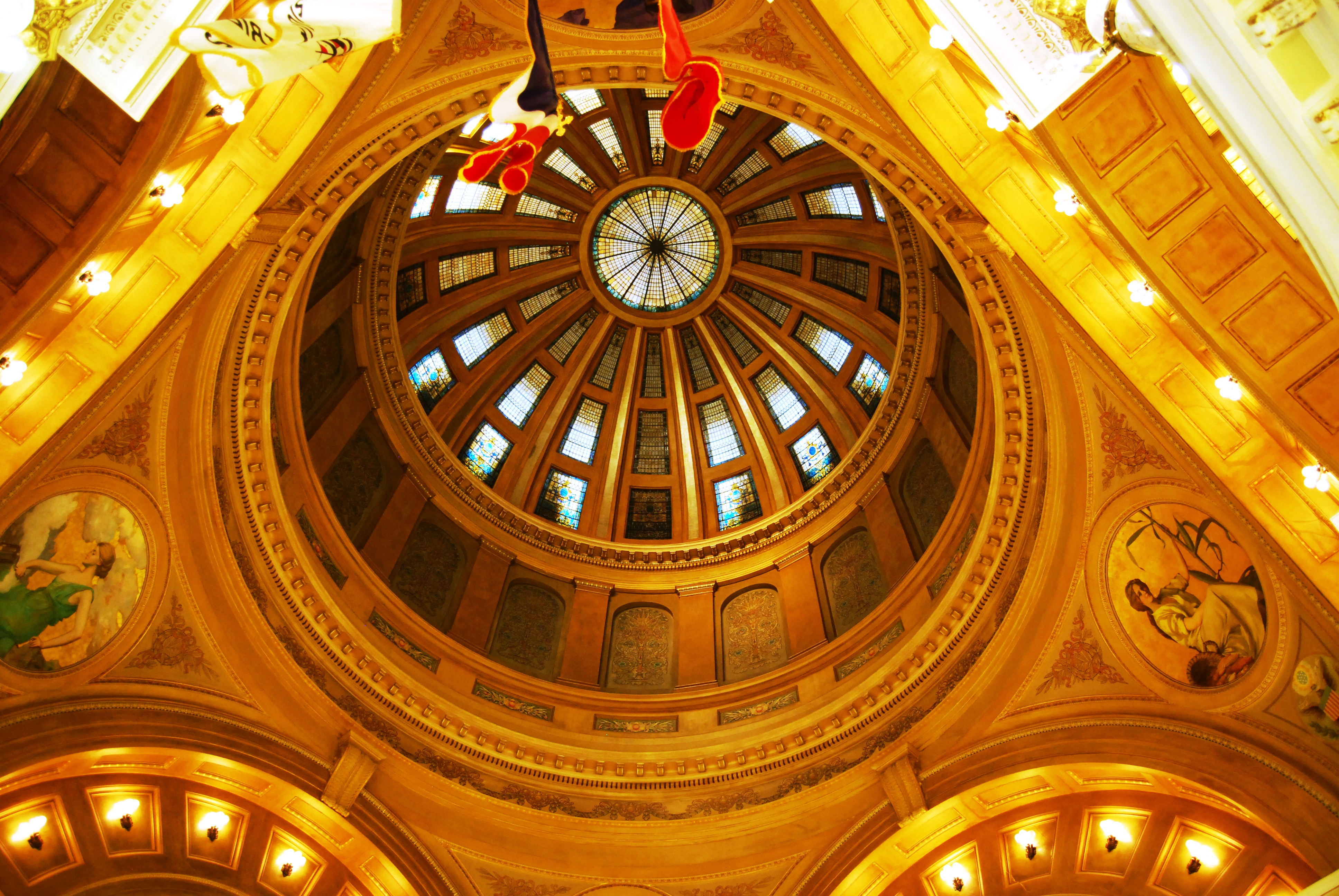
Rotonda del Capitolio de Dakota del Sur

Las obras de Bells incluyen (con atribución):
- Palacio de Justicia del Condado de Brown, Beaux Arts, construido en 1910 (Bell), 100 S. Jefferson Street, Green Bay, Wisconsin, listado por NRHP.[7]
- Palacio de Justicia del Condado de Cass, Beaux Arts, construido 1904-1906 (Bell), South Ninth Street entre Second y Third Avenues, Fargo, North Dakota, listado por NRHP.
- Palacio de Justicia del Condado de Delaware, neorrománico, construido en 1894 (Bell), Main Street, Manchester, Iowa, listado por NRHP.[8]
- Palacio de Justicia del Condado de Deer Lodge, construido en 1898 (Bell & Kent), Anaconda, Montana, listado por NRHP
- Casa del Gobernador S. H. Elrod , neocolonial, construido 1908 (Bell), 301 North Commercial Street, Clark, South Dakota, listado por NRHP.[10]
- Tribunal del condado de Grant, neoclásico, construido en 1915 (Bell; Bell y Detweiler), cruce de Park Avenue y Main Street Milbank, Dakota del Sur, listado por NRHP.
- Una o más obras en el distrito comercial de Harlan Courthouse Square (Bell), Market, 6th, 7th y Court Streets, alrededor de Courthouse Square Harlan, Iowa, listado por NRHP.
- Palacio de Justicia del Condado de Koochiching, neoclásico, terminado en 1909 (Bell), 4th Street y 7th Avenue, International Falls, Minnesota, listado por NRHP.
- Palacio de Justicia del Condado de Marshall, neorrenacentista, construido en 1908 (Bell y Detweiler), 911 Vander Horck Avenue, Britton, Dakota del Sur, listado por NRHP.
- Palacio de Justicia del Condado de Martin, Beaux Arts, construido 1906-1907 (Bell), 201 Lake Avenue, Fairmont, Minnesota.[9]
- Palacio de Justicia del Condado de Shelby, neorrománico, construido en 1893 (Bell), 7th y Court Streets, Harlan, Iowa, listado por NRHP.
- Capitolio de Dakota del Sur, construido en 1905-1910 (Bell), delimitado por las avenidas Broadway, Washington y Capitol, Pierre, Dakota del Sur, listado por NRHP.[11]
- Palacio de Justicia del Condado de Woodford (Illinois), construido en 1897 (Bell), 115 North Main Street, Eureka, Illinois[12]